# Kerry (race bovine)
Pour les articles homonymes, voir Kerry.
La kerry est une race irlandaise.

## Origine
Elle appartient au rameau des races celtiques. Elle serait issue du bétail amené par les Celtes au Néolithique. Elle est élevée en Irlande depuis très longtemps (antérieure aux premiers récits écrits de l'île) et c'est dans cette île que les historiens de la race situent la création de l'élevage à but principalement laitier. Le livre généalogique date de 1890. Elle a été exportée en Angleterre. C'est une race à effectif très restreint : la population a fluctué entre 50 et 280 au cours du XXe siècle. En 2004, 300 animaux étaient élevés. Un plan de sauvegarde mis en place a permis de faire remonter l'effectif autour de 800 à 1 000 vaches en 2012.
Elle tire son nom du comté de Kerry dans le sud de l'Irlande. Son élevage existe au Royaume-Uni mais l'effectif reste sous les 100 individus.

## Morphologie

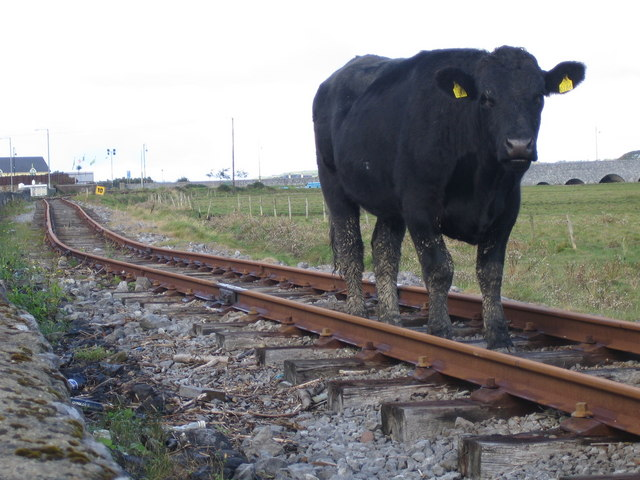
Vache kerry

Elle porte une robe uniformément noire, même si quelques taches blanches limitées peuvent apparaître sur les muqueuses et les pis. Ses cornes sont redressées, claires à pointes noires. Certains individus sont sans cornes. 
C'est une race de taille réduite. La vache mesure 125 cm au garrot pour 370 kg et le taureau 140 cm pour 570 kg. 
Les vaches sont de type laitier avec des mamelles amples et bien veinées. Le squelette est fin.

## Aptitudes
Comme les autres races de ce rameau, c'est une race essentiellement laitière. Elle produit entre 4 000 et 4 500 kg de lait riche en crème (4 % de matière grasse). Les vaches de réforme sont bien valorisées. Les carcasses sont légères mais bien conformées et la viande est goûteuse. Les animaux s'engraissent facilement. 
Elle est réputée pour sa rusticité, sa longévité (14 à 15 ans), sa facilité de vêlage et sa capacité à transformer des fourrages médiocres. Elle est résistante à la tuberculose.